# Тайловая графика

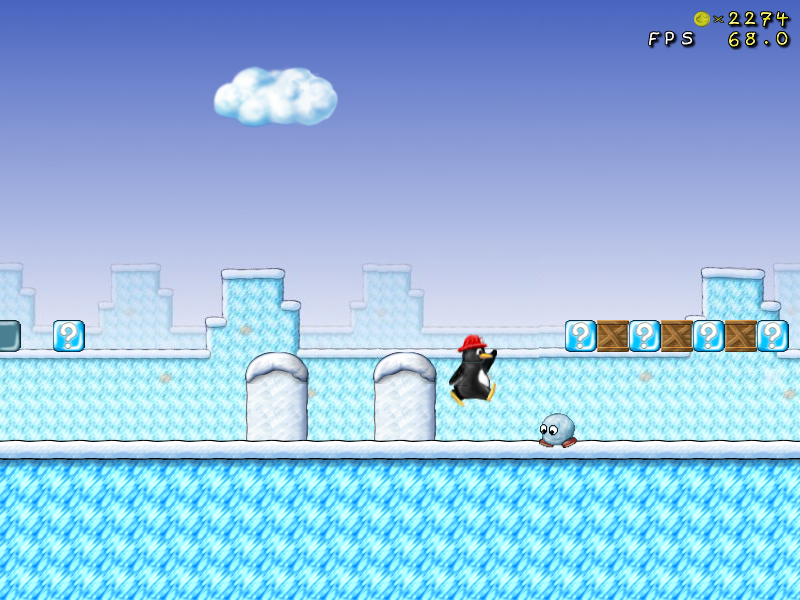
SuperTux. Хорошо заметны тайлы — повторяющиеся фрагменты изображения.

Тайловая, плиточная или знакоместная графика (от англ. tile — плитка) — метод создания больших изображений (как правило, уровней в компьютерных играх) из маленьких фрагментов одинаковых размеров, подобно картинам из изразцов.

## Принцип действия
Аналогично палитре цветов тайловое изображение состоит из двух частей: набора тайлов и матрицы клеток.
Тайлы — небольшие изображения одинаковых размеров, служащие фрагментами большой картины. Количество тайлов на один «мир» может достигать нескольких сотен. Матрица клеток при этом хранит только номера тайлов, за счет чего достигается экономия памяти при построении огромных двухмерных пространств.
Тайловая графика является идеологическим наследником «знакоместной графики», при которой большое изображение строится из букв, знаков, цифр и пользовательских символов изменяемых шрифтов.

### Монотонность и способы ее снижения
Для тайловой графики зачастую характерна монотонность из-за наличия повторяющихся элементов. Для борьбы с монотонностью применяются различные приемы:
- Делают изображение на тайле шумом постоянной плотности, чтобы глаз не уловил повторов. Сравните SuperTux и WarCraft II на рисунках справа.
- Использование нескольких вариаций одного тайла с отличающимся рисунком. Тайлы располагают хаотически, чтобы замаскировать порядок (хорошо заметно в WarCraft II).
- Наложение нескольких тайловых слоёв, в том числе с отличающимися размерами тайлов, особенно в современных играх.
- Добавление элементов, притягивающих взгляд — программно они могут быть реализованы как тайлы основного или дополнительного слоя (WarCraft II), так и в виде отдельных спрайтов (StarCraft).
- Выбор локации, подразумевающей использование повторяющихся элементов: например, свежеотремонтированный склад, заполненный стандартными контейнерами, действительно состоит из одинаковых тайлов (Saboteur!). Но и там разработчики стараются визуально разнообразить игру, добавляя уникальные элементы: тельфер, пульт, смена склада туннелем или машинным залом…

Монотонность может умышленно подчеркиваться, чтобы больше соответствовать ностальгическому стилю игр прошлого.
Иногда монотонность обосновывается клеточной механикой игры (Boulder Dash, Super Mario Bros., большинство roguelike). Например, клетка с кирпичами непроходима, клетка с потрескавшимися кирпичами пробивается, и т. д.; зачастую передвижения персонажа в таких играх ограничиваются клеточной решёткой. В таких играх слишком разнообразные изображения клеток одного типа могут запутать игрока.

### Тайловые редакторы
Существуют программы для создания тайл-изображений — тайловые редакторы, такие, как Tiled.
Для упрощения работы продвинутые редакторы предоставляют различные средства автоматизации: копирование-вставку, штамп (устанавливает заранее определённую комбинацию тайлов), «умную кисть», автоматически расставляющую переходные тайлы. В частности, в редакторах WarCraft II и StarCraft отсутствует инструмент для рисования отдельных тайлов.

## Изометрические тайлы
В некоторых играх (X-COM: UFO Defense) применяются ромбические тайлы для построения изометрической проекции.
Несмотря на изометрический вид, тайлы в StarCraft традиционные квадратные.

## Тайл — элемент разбиения
Также тайлами иногда называют блоки или квадраты, которые служат элементами стриминга или применяются для оптимизации по когерентности.
Разбиение на квадраты в целях стриминга применяется в играх с огромными открытыми пространствами (Microsoft Train Simulator), а также для создания интерактивных карт (могут содержать векторные данные, космические снимки, матрицы высот, тематические карты, объекты мониторинга и другую информацию).
Блоки разбиения применяются практически во всех трёхмерных рендерерах — для лучшей работы текстурного кэша.